# Бурганов, Александр Александрович
Алекса́ндр Алекса́ндрович Бурга́нов (род. 21 сентября 1989, Москва, СССР) — искусствовед, куратор выставок современного искусства, публичный лектор. Организатор около пятидесяти выставочных проектов. Известен сотрудничеством с российским андеграундом и протестным искусством, делал выставки и публичные выступления с участием Ники Никульшиной (Pussy Riot), Константина Беньковича, Василия Березина, Кирилла Кто, Владимира Абиха, Миши MOST, Славы ПТРК и других.

## Биография
Александр Бурганов родился в Москве в семье скульптора А. Н. Бурганова. Обучался на философском и историческом факультетах МГУ имени М. В. Ломоносова. С 2017 года по август 2022 читал в МГУ курс по кураторству современного искусства в должности приглашённого преподавателя.
Как куратор выставок сотрудничал с Московским музеем современного искусства и объединением «Выставочные залы Москвы», Театральным музеем имени А. А. Бахрушина, Российской академией художеств, был организатором и руководителем некоммерческой лаборатории молодого искусства «За школой». Награждался дипломом Российской академией художеств, золотой медалью Московского союза художников, стипендией для выдающихся деятелей культуры и искусства России, номинировался на Московскую Арт Премию.